# Sebastian Hoeneß
Sebastian Hoeneß (Múnich, Alemania Occidental, 12 de mayo de 1982) es un exfutbolista y entrenador alemán. Actualmente dirige al VfB Stuttgart de la Bundesliga alemana.
Como futbolista ocupaba la posición de centrocampista y jugó gran parte de su carrera en el Hertha de Berlín II.

## Trayectoria
Comenzó su carrera en 2000 y jugó para el Hertha de Berlín II y el TSG 1899 Hoffenheim. Se retiró en 2010.
Hoeneß comenzó su carrera como entrenador en el equipo sub-19 del Hertha Zehlendorf desde 2011 hasta 2013. Luego fue contratado por el R. B. Leipzig como entrenador de sus equipos juveniles, y en 2017 llegó al Bayern de Múnich para ser entrenador de su equipo sub-19.
En 2019 fue nombrado entrenador del Bayern de Múnich II, recién ascendido a la 3. Liga. En su primera temporada logró la obtención de la 3. Liga 2019-20, primer título de esta categoría para el equipo reserva. Fue nombrado entrenador del año de la 3. Liga.
El 27 de julio de 2020, el TSG 1899 Hoffenheim de la Bundesliga anunció a Hoeneß como su nuevo entrenador para la temporada 2020-21 por tres años. El 17 de mayo de 2022, el club confirmó su destitución.
El 3 de abril de 2023, firmó por el VfB Stuttgart.

## Clubes

### Como jugador
| Club                         | País     | Año       |
| ---------------------------- | -------- | --------- |
| Hertha de Berlín Amateure/II | Alemania | 1999-2006 |
| TSG 1899 Hoffenheim          | Alemania | 2006-2007 |
| Hertha de Berlín II          | Alemania | 2007-2010 |

### Como entrenador
| Club                       | País     | Año       |
| -------------------------- | -------- | --------- |
| Hertha Zehlendorf (Sub-19) | Alemania | 2011-2013 |
| R. B. Leipzig (Sub-17)     | Alemania | 2014-2016 |
| R. B. Leipzig (Sub-19)     | Alemania | 2016-2017 |
| Bayern de Múnich (Sub-19)  | Alemania | 2017-2019 |
| Bayern Múnich II           | Alemania | 2019-2020 |
| TSG 1899 Hoffenheim        | Alemania | 2020-2022 |
| VfB Stuttgart              | Alemania | 2023-Act. |

## Estadísticas como entrenador
| Equipo                         | Div.                | Temporada           | Liga | Liga | Liga | Liga | Liga |    | Copa | Copa | Copa | Copa |   | Internacional | Internacional | Internacional | Internacional | Internacional |   | Otros | Otros | Otros | Otros |    | Totales     | Totales | Totales | Totales | Totales | Totales | Totales | Totales |
| Equipo                         | Div.                | Temporada           | PD   | G    | E    | P    | Pos. | PD | G    | E    | P    | PD   | G | E             | P             | Pos.          | PD            | G             | E | P     | PD    | G     | E     | P  | Rendimiento | GF      | GC      | Dif.    |         |         |         |         |
| ------------------------------ | ------------------- | ------------------- | ---- | ---- | ---- | ---- | ---- | -- | ---- | ---- | ---- | ---- | - | ------------- | ------------- | ------------- | ------------- | ------------- | - | ----- | ----- | ----- | ----- | -- | ----------- | ------- | ------- | ------- | ------- | ------- | ------- | ------- |
| Bayern Múnich II · Alemania    | 3.ª                 | 2019-20             | 38   | 19   | 8    | 11   | 1.º  | -  | -    | -    | -    | -    | - | -             | -             | -             | -             | -             | - | -     | 38    | 19    | 8     | 11 | 57.02%      | 76      | 60      | +16     |         |         |         |         |
| Bayern Múnich II · Alemania    | Total               | Total               | 38   | 19   | 8    | 11   | -    | -  | -    | -    | -    | -    | - | -             | -             | -             | -             | -             | - | -     | 38    | 19    | 8     | 11 | 57.02%      | 76      | 60      | +16     |         |         |         |         |
| TSG 1899 Hoffenheim · Alemania | 1.ª                 | 2020-21             | 34   | 11   | 10   | 13   | 11.º | 2  | 0    | 2    | 0    | 8    | 5 | 2             | 1             | 1/16          | -             | -             | - | -     | 44    | 16    | 14    | 14 | 46.97%      | 76      | 65      | +11     |         |         |         |         |
| TSG 1899 Hoffenheim · Alemania | 1.ª                 | 2021-22             | 34   | 13   | 7    | 14   | 9.º  | 3  | 2    | 0    | 1    | -    | - | -             | -             | -             | -             | -             | - | -     | 37    | 15    | 7     | 15 | 46.85%      | 67      | 67      | +0      |         |         |         |         |
| TSG 1899 Hoffenheim · Alemania | Total               | Total               | 68   | 24   | 17   | 27   | -    | 5  | 2    | 2    | 1    | 8    | 5 | 2             | 1             | -             | -             | -             | - | -     | 81    | 31    | 21    | 29 | 46.91%      | 143     | 132     | +11     |         |         |         |         |
| VfB Stuttgart · Alemania       | 1.ª                 | 2022-23             | 8    | 3    | 4    | 1    | 16.º | 2  | 1    | 0    | 1    | -    | - | -             | -             | -             | 2             | 2             | 0 | 0     | 12    | 6     | 4     | 2  | 61.11%      | 25      | 16      | +9      |         |         |         |         |
| VfB Stuttgart · Alemania       | 1.ª                 | 2023-24             | 34   | 23   | 4    | 7    | 2.º  | 4  | 3    | 0    | 1    | -    | - | -             | -             | -             | -             | -             | - | -     | 38    | 26    | 4     | 8  | 71.93%      | 87      | 42      | +45     |         |         |         |         |
| VfB Stuttgart · Alemania       | 1.ª                 | 2024-25             | 34   | 14   | 8    | 12   | 9.º  | 6  | 6    | 0    | 0    | 8    | 3 | 1             | 4             | FG            | 1             | 0             | 1 | 0     | 49    | 23    | 10    | 16 | 53.74%      | 97      | 76      | +21     |         |         |         |         |
| VfB Stuttgart · Alemania       | 1.ª                 | 2025-26             | 0    | 0    | 0    | 0    | -    | 0  | 0    | 0    | 0    | 0    | 0 | 0             | 0             | -             | 1             | 0             | 0 | 1     | 1     | 0     | 0     | 1  | 0%          | 1       | 2       | -1      |         |         |         |         |
| VfB Stuttgart · Alemania       | Total               | Total               | 76   | 40   | 16   | 20   | -    | 12 | 10   | 0    | 2    | 8    | 3 | 1             | 4             | -             | 4             | 2             | 1 | 1     | 100   | 55    | 18    | 27 | 61%         | 210     | 136     | +74     |         |         |         |         |
| Total en su carrera            | Total en su carrera | Total en su carrera | 182  | 83   | 41   | 58   | -    | 17 | 12   | 2    | 3    | 16   | 8 | 3             | 5             | -             | 4             | 2             | 1 | 1     | 219   | 105   | 47    | 67 | 55.1%       | 429     | 328     | +101    |         |         |         |         |
| 1. 2. 3.                       |                     |                     |      |      |      |      |      |    |      |      |      |      |   |               |               |               |               |               |   |       |       |       |       |    |             |         |         |         |         |         |         |         |

### Resumen por competiciones
| Competición                  | Partidos | Ganados | Empatados | Perdidos | %      | Resultado              |
| ---------------------------- | -------- | ------- | --------- | -------- | ------ | ---------------------- |
| 3. Liga                      | 38       | 19      | 8         | 11       | 57.02% | Campeón                |
| Bundesliga                   | 146      | 66      | 33        | 47       | 52.74% | Subcampeón             |
| Copa de Alemania             | 17       | 12      | 2         | 3        | 74.51% | Campeón                |
| Supercopa de Alemania        | 2        | 0       | 1         | 1        | 16.67% | Subcampeón             |
| Liga de Campeones de la UEFA | 8        | 3       | 1         | 4        | 41.67% | Fase de grupos         |
| Liga Europea de la UEFA      | 8        | 5       | 2         | 1        | 70.83% | Dieciseisavos de final |
| TOTAL                        | 219      | 105     | 47        | 67       | 55.1%  | 2 Títulos              |

## Palmarés

### Como entrenador

#### Títulos nacionales
| Título           | Club                | País     | Año     |
| ---------------- | ------------------- | -------- | ------- |
| 3. Liga          | Bayern de Múnich II | Alemania | 2019-20 |
| Copa de Alemania | VfB Stuttgart       | Alemania | 2024-25 |

### Distinciones individuales
| Distinción                       | Año     |
| -------------------------------- | ------- |
| Entrenador del año de la 3. Liga | 2019-20 |

## Vida personal
Sebastian Hoeneß es hijo de Dieter Hoeneß, exfutbolista e internacional por Alemania, y es sobrino de Uli Hoeneß, también exfutbolista, seleccionado alemán y presidente del Bayern de Múnich.